# Roger Williams National Memorial
Le Roger Williams National Memorial est un mémorial national américain à Providence, dans le comté de Providence, dans le Rhode Island. Dédié à la mémoire de Roger Williams, il est géré par le National Park Service. Créé le 22 octobre 1965, il est inscrit au Registre national des lieux historiques depuis le 15 octobre 1966.